# Escándalo Franklin
El escándalo Franklin designa las alegaciones sobre la existencia de una red de prostitución de adolescentes en beneficio de varios políticos del Partido Republicano de los Estados Unidos y de sospecha de narcotráfico. Un gran jurado evaluó e investigó las acusaciones y no encontró sustento para las mismas, pero los delitos financieros fueron comprobados.